# Pisarzowice
Pisarzowice (tyska Schreibersdorf) är en by i distriktet Lubań i Nedre Schlesiens vojvodskap i sydvästra Polen. Pisarzowice, som är beläget omkring 7 kilometer nordväst om Lubań, har 1 600 invånare.